# 罗慕路斯·奥古斯都
罗慕路斯·奥古斯都路斯（Romulus Augustulus；约463年—511年之後），或称罗慕路斯·奥古斯都（Romulus Augustus）和奥古斯图卢斯(Augustus Tulus)，全名弗拉维乌斯·罗慕路斯·奥古斯都（Flavius Romulus Augustus），是西罗马帝国的最后一位皇帝，在西元475年10月31日至476年9月4日统治西罗马帝国。

## 在位
他的父亲欧瑞斯特是潘諾尼亞出身的罗马军队统帅，把东罗马刚扶持上任的西罗马皇帝尼波斯赶出意大利之后，将他立为皇帝。當時的罗慕路斯·奥古斯都只是个孩子，充当其父亲欧瑞斯特的傀儡。他在继承皇位后不问国事，即使帝国面对日耳曼入侵败仗连连，他依旧只是在别墅内养鸡为乐，还将自己最心爱的母鸡命名为“罗马”。他还拒绝了他的皇后进行抵抗的建议，并变卖了历代皇祖的胸像。十个月后，他被日耳曼裔的罗马军队统帅奧多亞塞废黜，但他并没有像大多数前任皇帝一样遭到杀害，而是被流放到坎帕尼亚并享有年金。之后的事跡史書失载。傳說從奉養金出帳記錄至少活到西元507年或511年。羅慕路斯很可能在530年代中期前去世，因為當時東羅馬收復意大利的記載中並沒有提到他。
尽管尼波斯直到480年被杀为止一直自称是正统的西罗马帝国皇帝，並在流亡後爭取到東羅馬和奧多亞塞等勢力的形式上承認，但日後大多數人仍將罗慕路斯·奥古斯都被废黜的事件认为是西罗马帝国灭亡的标志或是罗马帝国灭亡的标志。然而一些歐洲史学家認為以君士坦丁堡為首都的拜占庭帝国（东罗马帝国）早於330年便形同一個新政權，和原先以罗马為首都的罗马帝国不論在信仰、種族和語言上皆截然不同。
其本名即為罗慕路斯（上位後冠上奥古斯都），与罗马传说中的建城者罗慕路斯及罗马帝国開国皇帝奥古斯都同名。

### 引用
1. ↑  cwj36. . WTFM  風林火山 教科文組織.   [2019-09-04]. （原始内容存档于2020-11-23） （日语）.
2. ↑  For a famous example, cf. Gibbon, p. 405.

## 外部連結
- Project Gutenberg: Cassiodorus, Variae （页面存档备份，存于）

| 罗慕路斯·奥古斯都 出生于：約463年逝世於：472年 | 罗慕路斯·奥古斯都 出生于：約463年逝世於：472年             | 罗慕路斯·奥古斯都 出生于：約463年逝世於：472年 |
| 統治者頭銜                                     | 統治者頭銜                                                 | 統治者頭銜                                     |
| ---------------------------------------------- | ---------------------------------------------------------- | ---------------------------------------------- |
| 前任者： 尼波斯                                | 西羅馬帝國皇帝 475年－476年 與在達爾馬提亞的尼波斯同時在任 | 繼任者： 尼波斯 只在達爾馬提亞統治             |